# Puchar Heinekena (1995/1996)
Puchar Heinekena 1995/1996 – pierwsza edycja Pucharu Heinekena, pierwszego poziomu europejskich klubowych rozgrywek w rugby union. Zawody odbyły się w dniach 31 października 1995 – 7 stycznia 1996 roku.
Najwięcej punktów w sezonie zdobył Adrian Davies, zaś w klasyfikacji przyłożeń najlepszym wynikiem tej edycji były dwa.

## Faza grupowa

### Grupa A
| 31 października 199515:00 | Farul Constanța                       | 10:54(3:28) | Tuluza | Stadionul de rugby Farul, Konstanca Widzów: 3 000 Sędzia: Robert Davies |
| 31 października 199515:00 | Emil Florea 5 (pd K) Mihai Foca 5 (P) | 10:54(3:28) | Christophe Deylaud 14 (7pd) David Berty 10 (2P) Emile Ntamack 10 (2P) Jean-Luc Cester 5 (P) Stephane Ougier 5 (P) Thomas Castaignede 5 (P) | Stadionul de rugby Farul, Konstanca Widzów: 3 000 Sędzia: Robert Davies |

| 7 listopada 199520:00 | Benetton | 86:8(48:0) | Farul Constanța                      | Stadio comunale di Monigo, Treviso Widzów: 3 000 Sędzia: Brian Stirling |
| 7 listopada 199520:00 | Alessandro Troncon 5 (P) Carlo Checchinato 5 (P) Julian Gardner 5 (P) Leandro Manteri 10 (2P) Leonardo Perziano 10 (2P) Massimiliano Perziano 10 (2P) Michael Lynagh 26 (10pd 2K) Nicola Giuliato 5 (P) Piero Dotto 10 (2P) | 86:8(48:0) | Dorin Talaba 5 (P) Emil Florea 3 (K) | Stadio comunale di Monigo, Treviso Widzów: 3 000 Sędzia: Brian Stirling |

| 15 grudnia 199520:00 | Tuluza                        | 18:9(6:9) | Benetton                 | Stade Ernest-Wallon, Tuluza Widzów: 6 085 Sędzia: John Bacigalupo |
| 15 grudnia 199520:00 | Christophe Deylaud 18 (dg 5K) | 18:9(6:9) | Michael Lynagh 9 (dg 2K) | Stade Ernest-Wallon, Tuluza Widzów: 6 085 Sędzia: John Bacigalupo |

### Grupa B
| 21 listopada 199520:00 | Bordeaux Bègles                                     | 14:14(11:8) | Cardiff                                 | Stade André Moga, Bègles Widzów: 10 000 Sędzia: David McHugh |
| 21 listopada 199520:00 | Philippe Bernat-Salles 5 (P) Vincent Etcheto 9 (3K) | 14:14(11:8) | Adrian Davies 9 (3K) Mark Bennett 5 (P) | Stade André Moga, Bègles Widzów: 10 000 Sędzia: David McHugh |

| 28 listopada 199519:15 | Cardiff                                                                                             | 46:6(29:3) | Ulster             | Cardiff Arms Park, Cardiff Widzów: 3 600 Sędzia: Gérard Borreani |
| 28 listopada 199519:15 | Adrian Davies 21 (P 5pd 2K) Andy Moore 10 (2P) Hemi Taylor 5 (P) Mike Hall 5 (P) Stephen John 5 (P) | 46:6(29:3) | Mark McCall 6 (2K) | Cardiff Arms Park, Cardiff Widzów: 3 600 Sędzia: Gérard Borreani |

| 13 grudnia 199519:00 | Ulster                                   | 16:29(13:15) | Bordeaux Bègles                                                                                         | Ravenhill Stadium, Belfast Widzów: 2 500 Sędzia: Derek Bevan |
| 13 grudnia 199519:00 | Andrew Matchett 5 (P) Mark McCall 6 (2K) | 16:29(13:15) | Julien Berthe 7 (P pd) Pascal Fauthoux 7 (P pd) Philippe Bernat-Salles 5 (P) Sebastien Loubsens 10 (2P) | Ravenhill Stadium, Belfast Widzów: 2 500 Sędzia: Derek Bevan |

### Grupa C
| 1 listopada 199514:30 | Milan                                                                                  | 21:24(8:14) | Leinster                                                     | Stadio Comunale Giuriati, Mediolan Widzów: 1 200 Sędzia: Franck Maciello |
| 1 listopada 199514:30 | Diego Domínguez 9 (3K) Marco Platania 5 (P) Massimo Bonomi 2 (pd) Roberto Crotti 5 (P) | 21:24(8:14) | Alan McGowan 14 (pd 4K) Conor O'Shea 5 (P) Niall Woods 5 (P) | Stadio Comunale Giuriati, Mediolan Widzów: 1 200 Sędzia: Franck Maciello |

| 22 listopada 199519:15 | Pontypridd                                 | 31:12(15:9) | Milan                   | Sardis Road, Pontypridd Widzów: 4 500 Sędzia: Brian Campsall |
| 22 listopada 199519:15 | David Manley 5 (P) Neil Jenkins 26 (pd 8K) | 31:12(15:9) | Diego Domínguez 12 (4K) | Sardis Road, Pontypridd Widzów: 4 500 Sędzia: Brian Campsall |
| 22 listopada 199519:15 | Massimo Giovanelli                         | 31:12(15:9) |                         | Sardis Road, Pontypridd Widzów: 4 500 Sędzia: Brian Campsall |

| 6 grudnia 199519:00 | Leinster                                      | 23:22(6:6) | Pontypridd                                  | Lansdowne Road, Dublin Widzów: 4 000 Sędzia: Daniel Gillet |
| 6 grudnia 199519:00 | Alan McGowan 18 (P 2pd 3K) Conor O'Shea 5 (P) | 23:22(6:6) | Crispin Cormack 5 (P) Lee Jarvis 17 (pd 5K) | Lansdowne Road, Dublin Widzów: 4 000 Sędzia: Daniel Gillet |

### Grupa D
| 1 listopada 199514:30 | Munster                                                    | 17:13(7:6) | Swansea                                   | Thomond Park, Limerick Widzów: 6 000 Sędzia: Ed Morrison |
| 1 listopada 199514:30 | Ken Smith 7 (2pd K) Pat Murray 5 (P) Richard Wallace 5 (P) | 17:13(7:6) | Alan Harris 5 (P) Aled Williams 8 (pd 2K) | Thomond Park, Limerick Widzów: 6 000 Sędzia: Ed Morrison |

| 8 listopada 199520:00 | Castres                                       | 19:12(9:9) | Munster           | Stade Pierre-Antoine, Castres Widzów: 6 500 Sędzia: David Davies |
| 8 listopada 199520:00 | Laurent Labit 14 (pd 4K) Nicolas Combes 5 (P) | 19:12(9:9) | Ken Smith 12 (4K) | Stade Pierre-Antoine, Castres Widzów: 6 500 Sędzia: David Davies |

| 5 grudnia 199519:00 | Swansea                                                     | 22:10(19:7) | Castres                               | St. Helens Ground, Swansea Widzów: 8 000 Sędzia: Chuck Muir |
| 5 grudnia 199519:00 | Alan Harris 5 (P) Aled Williams 12 (4K) Garin Jenkins 5 (P) | 22:10(19:7) | Cyril Savy 5 (pd K) Francis Rui 5 (P) | St. Helens Ground, Swansea Widzów: 8 000 Sędzia: Chuck Muir |
| 5 grudnia 199519:00 | Guy Jeannard                                                | 22:10(19:7) |                                       | St. Helens Ground, Swansea Widzów: 8 000 Sędzia: Chuck Muir |

## Faza pucharowa
|  |                 |          |          |                  |    |         |         |       |
|  | Półfinał        | Półfinał | Półfinał |                  |    | Finał   | Finał   | Finał |
|  | Półfinał        | Półfinał | Półfinał |                  |    | Finał   | Finał   | Finał |
|  | 30 grudnia 1995 |          |          |                  |    |         |         |       |
|  |                 |          |          |                  |    |         |         |       |
|  | Leinster        | Leinster | 14       |                  |    |         |         |       |
|  | Leinster        | Leinster | 14       | 07 stycznia 1996 |    |         |         |       |
|  | Cardiff         | Cardiff  | 23       |                  |    |         |         |       |
|  | Cardiff         | Cardiff  | 23       |                  |    | Cardiff | Cardiff | 18    |
|  | 30 grudnia 1995 |          |          |                  |    | Cardiff | Cardiff | 18    |
|  |                 |          | Tuluza   | Tuluza           | 21 |         |         |       |
|  | Tuluza          | Tuluza   | Tuluza   | Tuluza           | 21 | 30      |         |       |
|  | Tuluza          | Tuluza   |          |                  |    |         |         |       |
|  | Swansea         | Swansea  | 3        |                  |    |         |         |       |
|  | Swansea         | Swansea  | 3        |                  |    |         |         |       |

| 30 grudnia 199513:30 | Leinster                            | 14:23(14:20) | Cardiff                                                                         | Lansdowne Road, Dublin Widzów: 7 350 Sędzia: Brian Campsall |
| 30 grudnia 199513:30 | Alan McGowan 9 (3K) Chris Pim 5 (P) | 14:23(14:20) | Adrian Davies 10 (2pd dg K) Andy Moore 3 (dg) Hemi Taylor 5 (P) Mike Hall 5 (P) | Lansdowne Road, Dublin Widzów: 7 350 Sędzia: Brian Campsall |

| 30 grudnia 199514:00 | Tuluza                                                                 | 30:3(13:3) | Swansea             | Stade Ernest-Wallon, Tuluza Widzów: 10 000 Sędzia: Jim Fleming |
| 30 grudnia 199514:00 | Christophe Deylaud 15 (3pd 3K) Eric Artiguste 5 (P) Herve Manent 5 (P) | 30:3(13:3) | Aled Williams 3 (K) | Stade Ernest-Wallon, Tuluza Widzów: 10 000 Sędzia: Jim Fleming |

| 7 stycznia 199613:30 | Cardiff               | 18:21(6:12) | Tuluza                                                                         | Cardiff Arms Park, Cardiff Widzów: 21 800 Sędzia: David McHugh |
| 7 stycznia 199613:30 | Adrian Davies 18 (6K) | 18:21(6:12) | Christophe Deylaud 8 (pd 2K) Jerome Cazalbou 5 (P) Thomas Castaignede 8 (P dg) | Cardiff Arms Park, Cardiff Widzów: 21 800 Sędzia: David McHugh |